# Ilmari Salminen

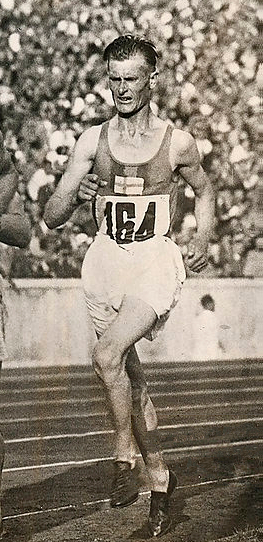
Ilmari Salminen bei den Olympischen Spielen 1936

Ilmari Salminen (* 21. September 1902 in Elimäki; † 5. Januar 1986 in Kouvola) war ein finnischer Langstreckenläufer und Olympiasieger.
Salminen begann seine Reihe internationaler Erfolge bei den Europameisterschaften 1934 in Turin, der ersten Europameisterschaften überhaupt. Dort wurde er im 10.000-Meter-Lauf Europameister und gewann über 5000 Meter hinter dem Franzosen Roger Rochard und dem Polen Janusz Kusociński die Bronzemedaille.
Bei den Olympischen Spielen 1936 in Berlin belegte Salminen im Finale über 5000 Meter nur den sechsten Rang; er lag in Führung und wurde durch ein Foul aus der Bahn gestoßen. Am nächsten Tag wurde er aber über 10.000 Meter Olympiasieger. Dabei besiegte er seinen Landsmann Arvo Askola mit einem Vorsprung von lediglich zwei Zehntelsekunden.
In der Saison 1937 gelang es Salminen, den Weltrekord über 10.000 Meter auf 30:05,6 min zu verbessern. Im gleichen Lauf verbesserte er den Weltrekord über 6 Meilen (9656 m) auf 29:08,4 min.
Nach dem Gewinn der Goldmedaille über 10.000 Meter bei den Europameisterschaften 1938 in Paris zog sich Salminen von internationalen Wettkämpfen zurück und beendete im Jahr darauf seine sportliche Laufbahn endgültig.